# When Daddy Comes Home
When Daddy Comes Home è un cortometraggio muto del 1902 diretto da Percy Stow.

## Trama
Il papà torna a casa ubriaco e si mette a lottare contro quello che lui crede essere un ispettore delle tasse. In realtà, si tratta di un punchball "travestito" da esattore dai suoi tre figli che hanno voluto giocare uno scherzo al padre.

## Produzione
Il film fu prodotto dalla Hepworth.

## Distribuzione
Distribuito dalla Hepworth, il film - un cortometraggio della lunghezza di 23 metri - uscì nelle sale cinematografiche britanniche nel giugno 1902.
Si pensa che sia andato distrutto nel 1924 insieme a gran parte degli altri film della Hepworth. Il produttore, in gravissime difficoltà finanziarie, pensò in questo modo di poter almeno recuperare l'argento dal nitrato delle pellicole.